# Epioblasma walkeri
Epioblasma walkeri är en musselart. Epioblasma walkeri ingår i släktet Epioblasma och familjen målarmusslor. Inga underarter finns listade i Catalogue of Life.